# Enzo Maiorca
Enzo Maiorca, även stavat Majorca, född 21 juni 1931 i Syrakusa på Sicilien, död 13 november 2016 på samma plats, var en framgångsrik italiensk fridykare.
Han var den förste att i tävlingssammanhang dyka mer än 50 meter. Maiorca höll 13 världsrekord i "no limit"-klassen mellan 1960 och 1974. 
Filmen Det stora blå bygger på Maiorcas och hans rival Jacques Mayols uppväxt och tävlande.